# 123 km
123 km (ros. 123 км) – przystanek kolejowy w lasach pomiędzy miejscowościami Koroboniczi i Szapoczka, w rejonie unieckim, w obwodzie briańskim, w Rosji. Położony jest na linii Briańsk - Homel.